# Csiky Gergely Színház (Kaposvár)
A Kaposváron található Csiky Gergely Színház (egykori nevén: Nemzeti Színház) a város egyik jelképe, az ország egyik legnagyobb és leghíresebb színháza. Nevét Csiky Gergelyről (1842–1891) kapta, aki drámaíró, műfordító, a Kisfaludy Társaság másodtitkára és a Magyar Tudományos Akadémia levelező tagja volt. A teátrum 114 éves épülete a magyarországi szecessziós építészet kiemelkedő alkotása.

## Elhelyezkedése
A színház Kaposvár belvárosában, a mai Rákóczi téren található, nem messze a vasútállomástól és a buszpályaudvaroktól. Az épület körül terül el a Színház park, ami szökőkútjaival, játszóterével a kaposváriak egyik kedvenc találkozóhelye.

## Az épület története
1911-ben nyitotta meg kapuit az egykori Búza téren Kaposvár első állandó színháza. Az érdeklődők először A cigánybáró című operettet tekinthették meg.
A színház terveit a „magyar Gaudínak” is nevezett Magyar Ede és Stahl József készítették. A terveket Melocco Péter budapesti vállalkozó valósította meg.
Az épület külseje, amely lényegesen egyszerűbb, mint a nézőtér, félhengeres oldal-rizalitjaival, mozgalmas tömeg- és tetőmegoldásaival a kor kiemelkedő építészeti alkotása. Ahogy akkoriban nevezték, a Nemzeti Színház eredetileg 1400 ember befogadására lett tervezve, ám később a terveket módosították, így csupán 860 fős a nézőtér befogadóképessége, de ez is elég ahhoz, hogy az ország nagy színházai közé lehessen sorolni. A színház tetőszerkezetének nagyméretű vasbeton-áthidaló megoldását az ilyen szerkezetek közötti megoldások elsőjeként tartja számon a magyar építészettörténet. A nézőtér díszes ornamentális elemeit, mint legszebb részleteket, egy helyi vállalkozó, a Borovitz-féle cementgyár készítette.
Az 1950-es években az épületet kibővítették, ami elsősorban a játékteret érintette. Az 1980-as évek elején teljes felújításon esett át, ekkor építették be az évtizedekig használt színpad technikák (süllyesztők, lámpák) nagy részét.
A 80-as évek végén újra felújították, az előadásokat addig a Latinka Házban (a mai Németh Antal Színművészeti és Kulturális Központban) tartották meg. Az felújított épületet Örkény István: Pisti a vérzivatarban című groteszk színművével nyitották meg 1988. március 5-én, Babarczy László rendezésében, Bezerédi Zoltán főszereplésével. Az előadást a Magyar Televízió is közvetítette.
2017 januárjától csaknem 3 éven keresztül teljeskörű felújításon, átépítésen és bővítésen esett át az épület. Ennek során új, modern színpadtechnikai berendezéseket is beépítettek, hátul új épületrészt kapott a színház, az addigi sárga külső színt pedig felváltotta az eredeti téglavörös, amilyen a 20. század elején, felépültekor volt. A felújított épület ünnepélyes átadására 2019. november 11-én került sor többek között Orbán Viktor miniszterelnök jelenlétében. Az új, nyitó díszévadot Csiky Gergely: Buborékok című darabjával nyitották meg 2019. november 15-én. Az előadást Vidnyánszky Attila rendezte, a főszerepben Varga Zsuzsa és Szalma Tamás voltak láthatóak.

## Légi felvételek

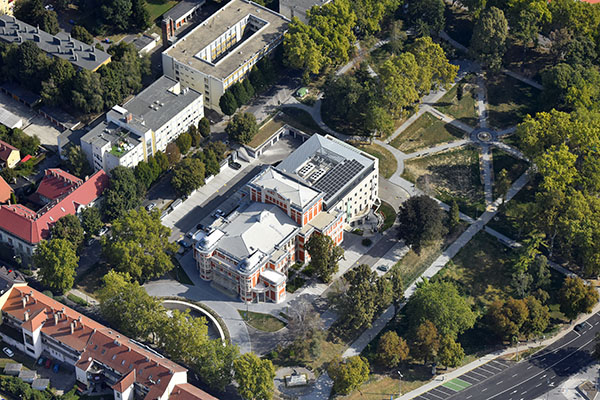
A megújult kaposvári Csiky Gergely Színház légi felvételen
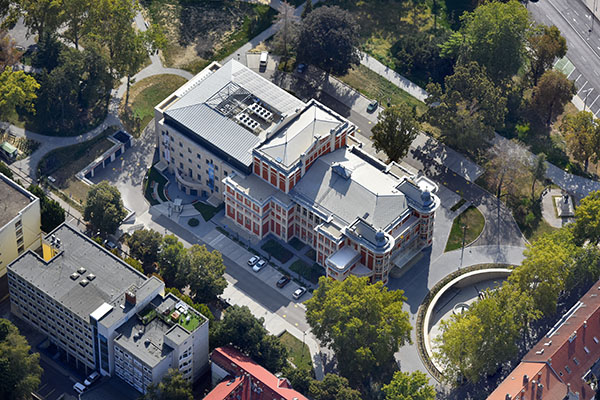
A színház légi fotón
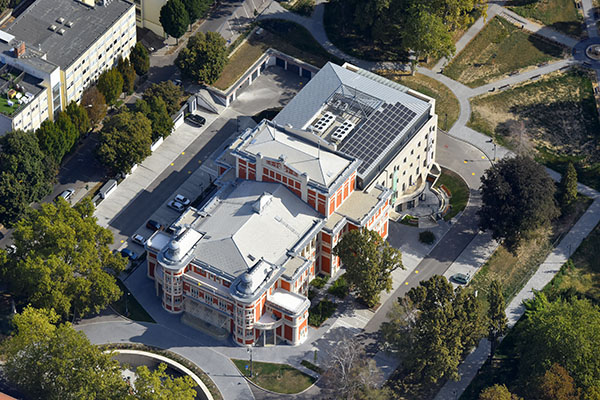
Csiky Gergely Színház – légi fotó (Kaposvár)

## Önálló társulat
Az ötvenes évek közepén a politikai vezetés döntése alapján Egerben és Kaposváron önálló társulat alakulhatott. Az 1955. október 15-i díszelőadás előtt az Állami Csiky Gergely Színház névre "keresztelt" társulat vidéken két elő-bemutatót is tartott.  1955. augusztus 25-én a Nászutazást, 1955. augusztus 28-án a Warrenné mesterségét mutatták be.
| Nászutazás - szereposztás: - Márk: Kenessy Zoltán - Andrej: Juhász Pál - Kosztya: Árkos Gyula - Zója: Barcza Éva, Ágh Éva* - Nasztyenka: Mészáros Joli - Olga: Jánossy Zita - Professzor: Homokay Pál - Alekszandra néni: Vághi Panni, Szenes Gizi* - Rendező: Sallós Gábor | Warrenné mestersége - szereposztás: - Warrenné: Gábor Mara, Malonyai Edit* - Vivie: Pálfalvi Éva - Tiszteletes: Körösztös István - Frank: Pusztai Péter - Sir Crofts: Szép Zoltán - Praed: Kondói Kiss Jenő, Vásárhelyi András* - Rendező: Miszlay István |

Október idusára befejeződött a színház felújítása, az avató díszelőadáson Huszka Jenő: Szép Juhászné című nagyoperettjét adták elő. Október 8-án jelent meg első alkalommal a színház műsorfüzete a Somogyi EKHÓ. Ebben Sugár László, az első igazgató verssel köszöntötte a nagy napot, a zeneszerző pedig a következő sorokkal köszöntötte a publikumot:

| „ | Abból az alkalomból, hogy Somogy megye első színháza, a kaposvári színház első bemutatójaként a „Szép Juhászné” című operettemet tűzte műsorára, meleg szeretettel üdvözöllek mindannyiótokat, a színház minden egyes tagját. Hiszem, hogy a színház erős bástyája lesz a magyar kultúrának. Hívetek: HUSZKA JENŐ | ” |
|   | |   |

Szép Juhászné – szereposztás:
- Özv. Szikszai Bálintné: Barcza Éva, Rohonczy Mária*
- Szoboszlay Dénes: Juhász Pál, Hajdú Péter*
- Breselmayer Tódor: Rassy Tibor
- Krisztinka, Breselmayer lánya: Kovács Zsuzsa
- Atmang grófnő: Gábor Mara
- Xavér, Atmang fia: Bán Tamás
- Szép Rudolf, tánc- és illemtanár: Kenessy Zoltán
- Dunkel Teofil, rendőrfőnök: Vásárhelyi András
- Castilla, színésznő: Fábián Klára
- Újdondász: Tóth Béla
- Juliska, konyhalány: Bereczky Lia
- Katzenbeisser, fogalmazó: Molnár Pál
- Kovács György, jurátus: Gálfy László
- Vízárus: Komlós István
- Csendőr: Csurka László
- Hajós: Molnár Miklós
- Virágárus lány: Remete Hedvig
- Rendező: Sallós Gábor

A nyitó szezonban még hét bemutatót tartottak. Ezek a következők: János vitéz, Buborékok, Pacsirta, Csendháborító, Virágzó asszonyok, Volpone, Boszorkánytánc.
Az elmúlt ötvenöt évben, a Színházi adattárban 596 előadást katalogizáltak.

## Fénykora
A teátrum az 1970-es évek elejétől a 2000-es évek közepéig a magyar színházi élet meghatározó társulata volt, erről tanúskodik A Kaposvár-jelenség című riportkötet is.
Másfél évtizedes késéssel, ez a műhely egyike volt azoknak, amelyek az ötvenes évek közepén világszerte kibontakozó színházi forradalmának  folytatói, eredményeinek adaptálói voltak. A Komor István, Zsámbéki Gábor, később Babarczy László által vezetett színház fokozatosan az érdeklődés középpontjába került. Így történhetett, hogy szinte egyetlen vidéki színésznőként Olsavszky Éva Kossuth-díjat kapott. A színház sokat tett az új, értő közönség kialakítása érdekében. Több gyermekelőadása is országosan ismertté vált, elsősorban a tévéközvetítések hatására.
1978-ban a politikai és színházi felső vezetés a hosszú évek óta stagnáló budapesti Nemzeti Színház megújítása érdekében az eredményesen működő vidéki színházi műhelyek vezető művészeit szerződtette. A kísérlet nem sikerült, 1982-ben kiváltak a Nemzetiből a megújításra érkező művészek, lehetőséget kaptak azonban egy új önálló társulat létrehozására. Ekkor alakult meg a budapesti Katona József Színház, melynek tagjai közül sokan a kaposvári társulat tagjai voltak. Az átszervezés eredményeként, két év alatt a társulat  szinte teljesen kicserélődött, de Babarczy László vezetésével újra talpra állt, sok esetben a korábbinál is nagyobb művészi és közönségsikereket ért el.
Számos kiváló előadása közül is kiemelkedett a Marat halála. A darabot 1981. december 8-án mutatták be, Ács János rendezte. A francia forradalom korában játszódó történetnek sok áthallása volt a Kádár-rendszer legsúlyosabb tabujára, az 1956-os forradalomra (annak 25. évfordulóján). A darab végén a háttérben a Corvin közről készült fotó jelent meg, bár nehéz volt felismerni: egy montázs volt a környező házakról, és egy függönyre nyomtattak. A bemutató után egy héttel ráadásul Lengyelországban rendkívüli állapotot léptettek életbe, ami szintén hozzájárult, hogy egy „megkerülhetetlen kultuszelőadás” váljon belőle.1982-ben a BITEF (Belgrade International Theatre Festival) nemzetközi fesztiválon mind a három kiosztható díjat a kaposváriaknak adták át, de a hatalom nem engedte, hogy a fővárosban is előadják. A darabot több mint százszor játszották, ami vidéki színházak esetében még operetteknél sem gyakori. A legendás előadásra különbuszokkal érkeztek a teátrum rajongói. Még 1989-ben is, mikor Budapesten játszhattak, rendőrkordon védte a Vígszínházat a jegyre áhítozó nézők rohamától.

## A teátrum igazgatói
- Sugár László (1955–1956)
- Zách János (1956–1957)
- Ruttkai Ottó (1957–1960)
- Sallós Gábor (1960–1963)
- Gáti György (1963–1966)
- Laczina László (1966–1971)
- Komor István (1971–1974)
- Zsámbéki Gábor (1974–1978)
- Babarczy László (1978–2007)
- Znamenák István (2007–2008)
- Schwajda György (2008–2010)
- Rátóti Zoltán (2010–2016)
- Fülöp Péter (2016–2025)[6][7]
- Nagy Viktor (2025–)[8]

## Társulat (2024/2025)

### Vezetés
- Igazgató: Fülöp Péter
- Művészeti vezető: Mészáros Tibor
- Igazgatóhelyettes: Fehér Euridiké
- Művészeti tanács: Nagy Viktor, Kelemen József, Nyári Szilvia, Benedek Dániel[9]

### Színművészek
- Benedek Dániel
- Boros Bence
- Csapó Judit
- Csonka Ibolya
- Farkas Laura
- Fándly Csaba
- Kalmár Tamás
- Kaszás Csenge
- Kisari Zalán
- Kósa Béla
- Krajcsi Nikolett
- Mészáros Sára
- Mészáros Tibor
- Német Mónika
- Nyári Oszkár
- Nyári Szilvia
- Sarkadi Kiss János
- Sándor Soma
- Serf Egyed
- Sepsi Melinda
- Stefánszky István
- Szalma Tamás
- Szép Domán
- Szvath Tamás
- Tóth Eleonóra
- Tóth Géza
- Tóth Molnár Ildikó
- Török Saca
- Varga Zsuzsa

## Bemutatók
| Évad      | Szerző                                      | Cím                         | Rendező                    |
| --------- | ------------------------------------------- | --------------------------- | -------------------------- |
| 2024/2025 | Ray Cooney                                  | Család ellen nincs orvosság | Mészáros Tibor             |
| 2024/2025 | Pedro Calderón                              | Huncut kísértet             | Ignacio García             |
| 2024/2025 | Dale Wassermann                             | Száll a kakukk fészkére     | Horváth Illés              |
| 2024/2025 | Thornton Wilder                             | A mi kis városunk           | David Doiasvili            |
| 2024/2025 | Szigligeti Ede                              | Liliomfi                    | Keszég László              |
| 2024/2025 | Jon Fosse                                   | Őszi álom                   | Bérczes László             |
| 2024/2025 | Robert Thomas                               | Nyolc nő                    | Kelemen József             |
| 2024/2025 | Ingmar Bergman                              | Jelenetek egy házasságból   | Fándly Csaba               |
| 2024/2025 | Gimesi Dóra                                 | Hessmese                    | Sipos Imre                 |
| 2024/2025 | Nemes-Nagy Ágnes                            | Bors néni                   | Mészáros Tibor             |
| 2025/2026 | Georges Feydeau                             | Bolha a fülbe               | Márkó Eszter               |
| 2025/2026 | Szabó Magda                                 | Abigél                      | Kelemen József             |
| 2025/2026 | Joseph Stein - Jerry Bock - Sheldon Harnick | Hegedűs a háztetőn          | Barnák László              |
| 2025/2026 | Eric Toledano – Olivier Nakache             | Életrevalók                 | Dicső Dániel               |
| 2025/2026 | Nyikolaj Erdman                             | Az öngyilkos                | Ilja Bocsarnikovsz         |
| 2025/2026 | Szente Vajk                                 | Aranylakodalom              | Vidákovics Szláven         |
| 2025/2026 | Magyar népmese alapján                      | A széttáncolt cipellők      | Kocsis Enikő – Fitos Dezső |
| 2025/2026 | Berg Judit                                  | Rumini Tükör-szigeten       | Fándly Csaba               |

## Érdekességek

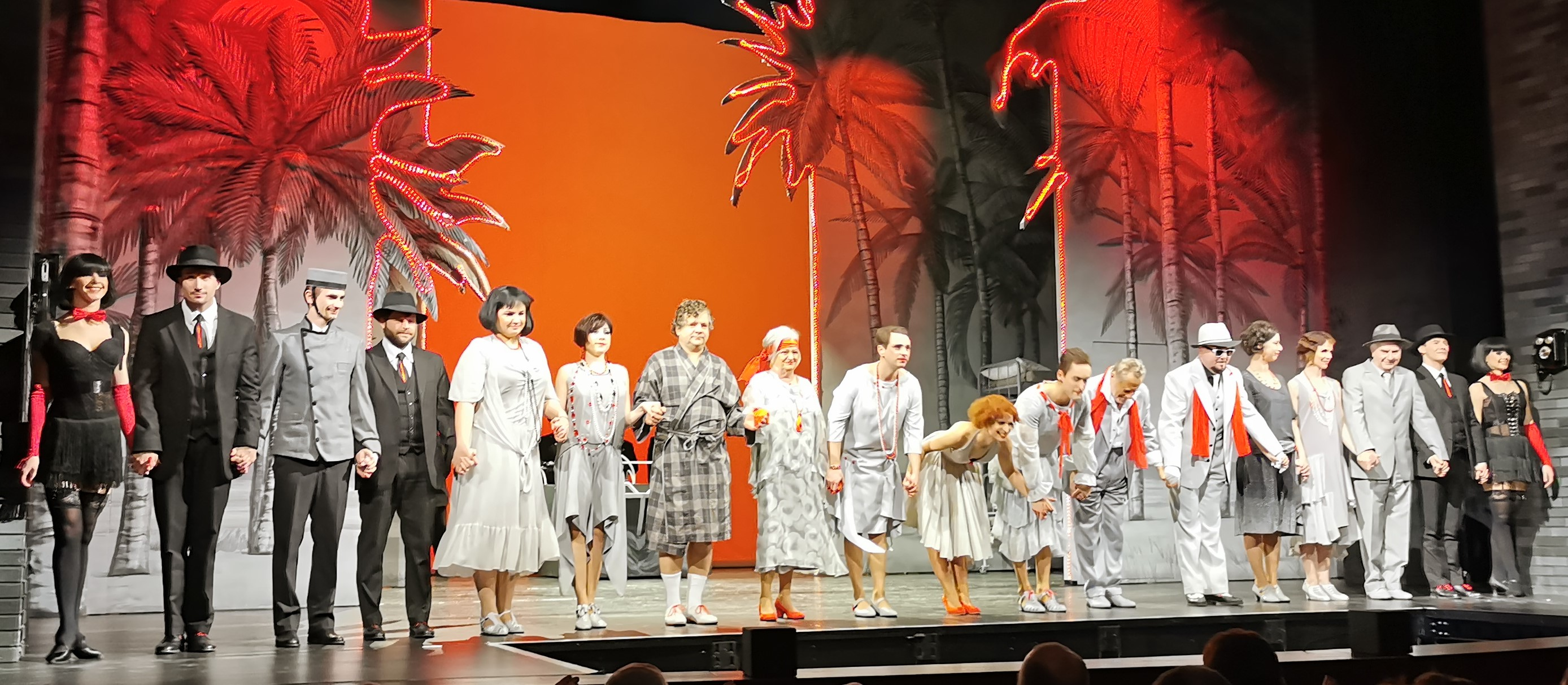
Billy Wilder: Van, aki forrón szereti...

A teátrum mutatott be először Magyarországon Sütő András-darabot. A színháztörténeti esemény időpontja: 1971. november 19.; a mű címe: Pompás Gedeon. Az előadást Komor István rendezte. A címszerepet Kátay Endre alakította; játszótársai voltak:  Szabó Ildikó, Kun Vilmos, Mészáros Joli, Mentes József, Koltai Róbert, Dánffy Sándor, Garay József, Várkonyi András, Czakó Klára.

## Híres művészek
A Csiky Gergely Színházban játszottak vagy játszanak:
- Anatolij Vasziljev
- Ascher Tamás
- Ács János
- Babarczy László
- Balkay Géza
- Básti Juli
- Bezerédi Zoltán
- Bregyán Péter
- Csákányi Eszter
- Csapó Virág
- Csernák Árpád
- Csikos Gábor
- Csonka Ibolya
- Csorba István
- Csurka László
- Czakó Klára
- Dánffy Sándor
- Donáth Péter
- Eperjes Károly
- Eörsi István
- Gubás Gabi
- Gőz István
- Gyuricza István
- Gothár Péter
- Helyey László
- Hollai Kálmán
- Horváth Zsuzsa
- Hunyadkürti György
- Jeney István
- Jordán Tamás
- Kamondy Imre
- Karácsony Tamás
- Kari Györgyi[12]
- Kelemen József
- Keszég László
- Kiss István
- Kiss Jenő
- Komor István
- Kristóf Katalin
- Kulka János
- Kun Vilmos
- Koltai Róbert
- Lázár Kati
- Litvai Nelli
- Lukáts Andor
- Majsai-Nyilas Tünde
- Máté Gábor
- Mentes József
- Mihályi Győző
- Mohácsi István
- Mohácsi János
- Molnár Piroska
- Monori Lili
- Mucsi Sándor
- Nagy Mari
- Nyári Oszkár
- Nyári Szilvia
- Olsavszky Éva
- Pauer Gyula
- Pogány Judit
- Rajhona Ádám
- Reviczky Gábor
- Réthly Attila
- Réti Erika
- Schwajda György
- Selmeczi György
- Serf Egyed
- Spindler Béla
- Szabó Ildikó
- Szabó Kálmán
- Szabó Kimmel Tamás
- Szokolay Ottó
- Szőke István
- Takács Katalin
- Tímár Éva
- Tordy Géza
- Tóth Béla[13]
- Törőcsik Mari
- Vajda László
- Varga Zsuzsa
- Várkonyi András
- Veszeley Mária
- Znamenák István
- Zsámbéki Gábor

## A színház örökös tagjai
- Babarczy László (2011)[14]
- Tóth Béla (2012)[15]
- Molnár Piroska (2012)[16]
- Spindler Béla (2014)[17]
- Szalai József (2019)[18]
- Hunyadkürti György, Székely György (2020)[19]
- Cselényi Nóra (2021)
- Tóth Eleonóra (2022)[20]
- Csorba Mari (2023)
- Pogány Judit (2024)[21]